# (4642) Murchie
(4642) Murchie est un astéroïde de la ceinture principale.

## Description
(4642) Murchie est un astéroïde de la ceinture principale. Il fut découvert le 23 août 1990 à l'observatoire Palomar par Henry E. Holt. Il présente une orbite caractérisée par un demi-grand axe de 3,18 UA, une excentricité de 0,15 et une inclinaison de 1,0° par rapport à l'écliptique.

## Compléments